# Napomyza costata
Napomyza costata este o specie de muște din genul Napomyza, familia Agromyzidae, descrisă de Harrison în anul 1959. Conform Catalogue of Life specia Napomyza costata nu are subspecii cunoscute.